# Makhaira rossica
Makhaira rossica es un género y especie extintos de reptil marino, perteneciente a la familia de los pliosáuridos. Vivió durante el Cretácico Inferior (época del Hauteriviense, hace unos 130 millones de años), siendo encontrados sus restos fósiles en Rusia.

## Descripción
Aunque fragmentarios, los fósiles de este animal poseen características suficientes como para diferenciarlo de otros plesiosaurios similares. Makhaira debió de medir cerca de 5 metros de longitud, y como sus demás parientes debió de tener un cuerpo compacto con cuatro grandes aletas a modo de remos. El cráneo era alargado, particularmente en la zona del rostro, con varios dientes aguzados. Las características de estos dientes son únicas, de forma triangular en vista transversal y poseían carenas o surcos aserrados con dentículos en los bordes, los cuales poseían una altura superior a su anchura. Los dentículos variaban en longitud a lo largo de la carena y formaban una especie de ondulación en el borde del diente. El primer diente del premaxilar sobresalía, mientras que la sínfisis mandibular (la parte de la mandíbula en la cual se unen ambas ramas mandibulares) era muy alargada y poseía más de diez alvéolos dentales de cada lado. El rostro era largo y recto, desprovisto de cualquier expansión lateral.

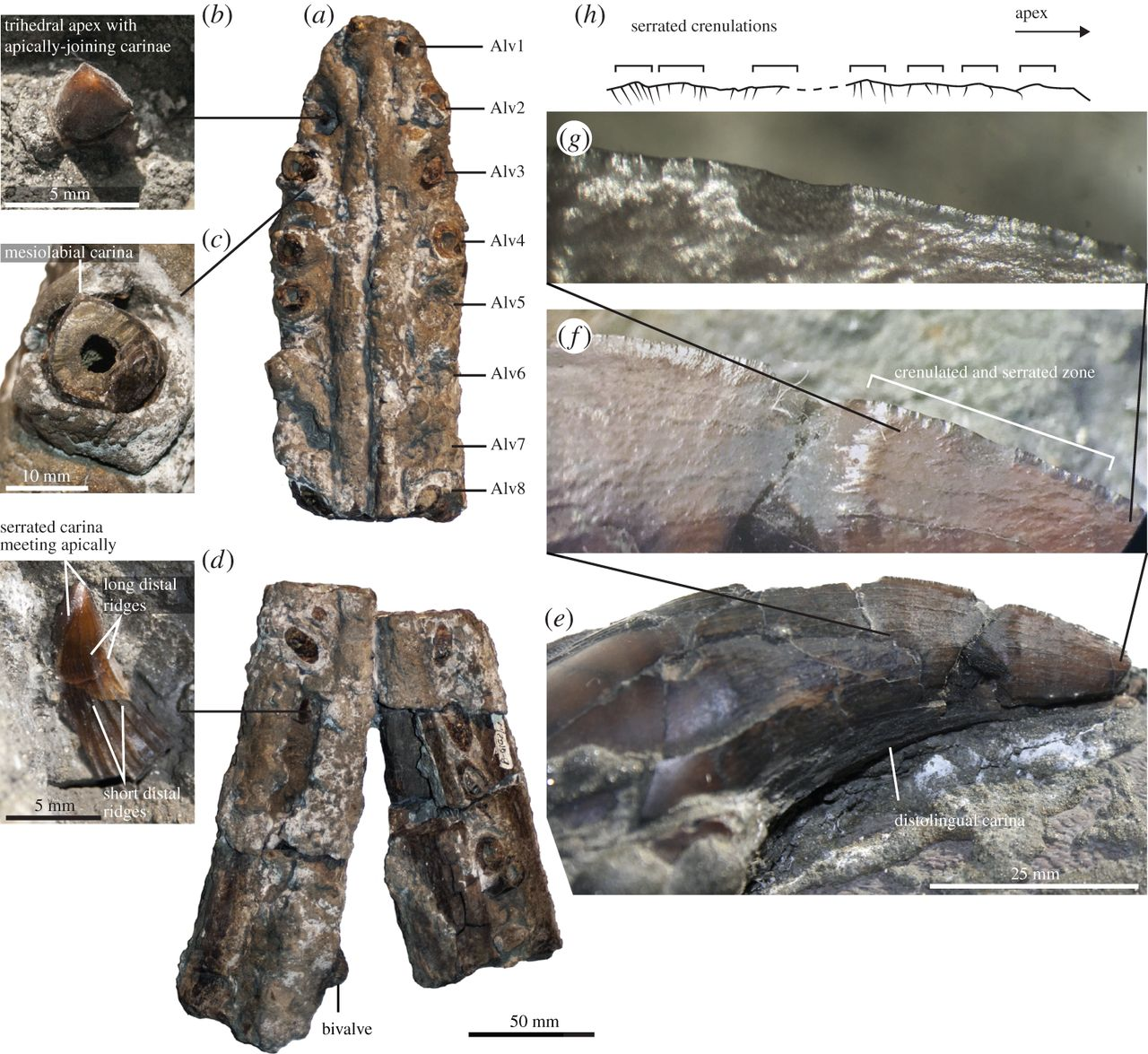
Mandíbula y dientes de Makhaira rossica.

## Clasificación
Makhaira rossica fue descrito por primera vez en 2015, con base en restos fósiles recuperados cerca del río Volga en el óblast de Ulianovsk, en Rusia. Este reptil era evidentemente un representante de los pliosáuridos, un grupo de plesiosaurios caracterizados por su cuello corto y cabeza grande. Al contrario de la mayoría de los demás pliosáuridos del Cretácico, Makhaira no era de grandes dimensiones; parece ser cercano al origen del clado conocido como Brachaucheniinae, el cual comprende a Brachauchenius y a Megacephalosaurus, los cuales vivieron algunos millones de años más tarde y alcanzaron tallas mayores.

## Paleobiología
Makhaira probablemente fue un depredador de animales relativamente grandes, como lo sugieren los dientes levemente curvados y aserrados. La peculiar dentadura de Makhaira sugiere que se alimentaba de presas variadas, en comparación con otros pliosáuridos del Cretácico. Las características de los dientes de Makhaira además son muy parecidas a los de los crocodilomorfos metriorrínquidos y plantean la duda de si estos estaban aún presentes al final del Cretácico Inferior, como se había sugerido por el descubrimiento de un diente aislado proveniente del Aptiense de Sicilia, Italia.